# William Lowther (1er baronnet)
William Lowther est un propriétaire anglais de Little Preston (en), dans le Yorkshire, né le 10 juillet 1707 et mort le 15 juin 1788.

## Biographie
Fils aîné de Christopher Lowther (mort en 1718) et petit-fils de William Lowther, il est allé à l'école à Kirkleatham avant d'entrer au Trinity College de Cambridge en 1726. Ordonné prêtre en 1734, il est recteur de Swillington de 1757 à 1788.
Le 31 août 1753, il épouse Anne Zouch (décédée en 1759), sœur de Thomas Zouch. Ils ont deux fils, dont chacun épouse une fille du comte de Westmorland John Fane :
- William Lowther (1757-1844), comte de Lonsdale ;
- John Lowther (1759-1844), baronnet.

En 1754, il achète Alverthorpe Hall à son cousin, Thomas Maude. Il hérite du domaine de Swillington en 1763, à la mort de son cousin germain William Lowther (en). L'année suivante, le 22 août 1764, il est lui-même créé baronnet.